# Inga Ålenius
Inga Maria Ålenius, née le 15 mai 1938 à Stockholm (Suède) et morte le 23 avril 2017 à Helsingborg (Suède), est une actrice suédoise.

## Filmographie partielle

### Au cinéma
- 1968 : Under ditt parasoll : Kristina från Vilhelmina
- 1981 : Sista budet : Rosita
- 1982 : Fanny et Alexandre (Fanny och Alexander) : Lisen
- 1992 : Les Meilleures Intentions (Den goda viljan) de Bille August : Alva Nykvist
- 1996 : Rusar i hans famn : Lady in the Shop
- 1996 : Att stjäla en tjuv : Mrs. Fahlström
- 1999 : Changing Directions : Mrs. Ljungström
- 1999 : Tomten är far till alla barnen : Signe
- 2003 : Lillebror på tjuvjakt : Märta
- 2003 : Capricciosa : Margit
- 2004 : Masjävlar : Anna